# 反奉战争
反奉战争，又称国奉战争、浙奉战争、或第三次直奉战争，是一场发生于中华民国的内战。1925年10月在第二次直奉战争中失败的直系军阀吴佩孚在武汉就任十四省讨贼联军总司令，发动反奉战争，图谋东山再起。

## 背景
1924年秋，在「第二次直奉戰爭」中，奉系張作霖以五十萬大洋重賂馮玉祥，於10月23日發動甲子政變，倒戈直系並自立為國民軍，進京後旋即軟禁曹錕並摧毀其「賂選政府」，由國務總理黃郛「攝行大總統職」過渡:351。馮玉祥逼迫曹錕之弟曹銳自杀。同時奉軍在少帥張學良指揮下，突破直軍防線，在山海關、秦皇島一帶包圍吳佩孚主力，繳械納降卒3萬餘人:351。吳率殘卒數千，浮海遁走，使奉系於「第二次直奉戰爭」中全勝:351。
至此，奉系大舉入關:352。編制是自「東北陸軍」中編出6個「軍」，由姜登選、李景林、張學良、張作相、吳俊陞、許蘭洲分任第一至第六軍軍長:358。每軍下轄3至4個「旅」及若干「獨立團」，如砲兵、工兵、輜重兵等:358。另加空軍、海軍由少帥張學良直接指揮:358。6個軍總共20餘萬人:358。第一軍、第三軍合組「一三聯軍司令部」，張學良為司令，第三軍副軍長兼第六混成旅旅長郭松齡為副司令:358。第二次直奉戰爭後，奉軍再次擴編，改旅為師，改軍為軍團:358。1925年春，「一三聯軍司令部」改為「京榆駐軍司令部」，駐天津:358。直轄步兵6師12旅，騎兵1師2旅，砲兵2旅，工兵1團:358。張學良任第三軍團軍團長兼司令，郭松齡任副司令:358。共有步騎砲工輜各兵種7萬5千人:358。
11月初，奉系主帥、東三省巡閱使張作霖抵達天津，會晤馮玉祥商討善後，決定公推閒居天津之前「皖系」軍閥段祺瑞暫時擔任「中華民國臨時執政」，以後另作安排:352。11月24日，段在北京就職:352。張作霖率千人入北京觀禮:352。就職後，段要「廢督裁兵」，解除各省兵權:352。張作霖乃自請撤銷「鎮威將軍府」，並解除「東三省巡閱使」名位，改任「東北邊防屯墾督辦」，仍「節制東三省軍務」:353。馮於曹錕政府內閣原任「陸軍檢閱使」，屯駐重兵於京畿南苑:353。段也裁撤其名位，促馮去蘭州就任「西北邊防屯墾督辦」:353。
馮和張作霖主張電請孫中山北上:354。段乃附和，聯名電請孫文大元帥北上，為和平統一，共商國是:354。張作霖、孫中山原為老友:354。二人兒子張學良、孫科乃「民國四大公子」，交情不惡:354。12月31日，孫中山抵達北京，至1925年3月12日病歿:357。
第二次直奉戰爭後，奉軍第五軍副軍長闞朝璽奉命率2個奉軍混成旅及若干地方部隊，出任熱河特別區都統，駐節承德:359。第二軍軍長、直隸人李景林奉命出任直隸軍務善後督辦，駐節天津，轄奉軍及改編地方部隊6萬餘人:359。1925年初，張作霖以張宗昌在長江有作戰經驗，給予「蘇魯皖剿匪司令」名義，挾前「淞滬護軍使」、戰敗投奉之盧永祥揮軍南下，擊破直系齊燮元軍進佔南京:360。盧永祥於南京一帶網羅一些淞滬舊部增組「宣撫軍」，仍以張宗昌為總司令，率軍循滬寧鐵路東進:360。1月底，佔領上海:360。4月，第二軍副軍長、山東人張宗昌出任山東軍務善後督辦:359。總參議楊宇霆任「江蘇督辦」，第一軍軍長姜登選為「安徽督辦」，統率長江下游奉軍:360。此時奉系擁有陸海空軍37萬人:361。6月13日，張學良奉張作霖命，率奉軍2千餘人進駐上海:361。上海公共租界英法當局見奉軍開入上海，聯銜向張學良要求派軍入駐租界加以「保護」:361。

## 開戰
1925年11月，直系浙江軍務善後督办孙传芳响应起兵，在南京宣布成立浙、闽、苏、皖、赣五省联军，自任联军总司令兼江苏总司令，驱逐苏皖等地奉系势力:360。
11月中，奉系将领郭松龄在日本觀操奉召歸來，便與馮訂七條攻守同盟密約:365。11月22日，郭松龄發出通電:365，突然叛奉自立，號稱「國民四軍」或「東北國民軍」:363。歷時不過一月零一天:363。在冯玉祥支持下，在直隶滦州倒戈，迅速回师:366。郭松齡攻克山海关、取锦州、新民等，直逼沈阳:366。日本人終於決定不讓郭松齡軍穿過南滿鐵路，並將日本「駐屯軍司令部」移入瀋陽:365。奉天穩固，張作霖就定率部反攻:365-366。12月24日，郭松龄兵败巨流河，於新民县被捕，次日被杀害:366。

## 奉軍入關

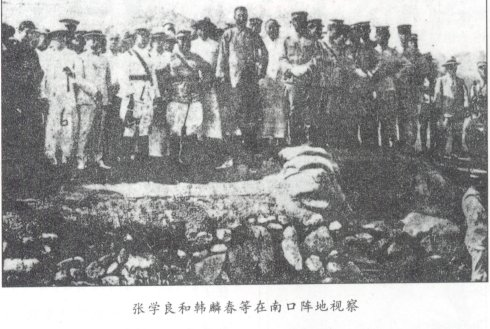
张学良和韩麟春等在南口阵地视察

1925年12月初，冯玉祥揮戈東向，向已宣布「脫離奉系」之直隸督辦李景林大舉進攻，搶奪直隸省，霸佔天津；也突然奪取闞朝璽熱河省:367。12月4日，直督李景林发表讨冯通电：“愚弄部下，利用赤化邪说，以破坏纲常名教之大防”，自谓“荷戈为国，不为党争，不为利战，惟持此人道主义，以期殄灭世界之公敌，而挽我五千年来纪纲名教之堕落”“不问敌不敌，只问赤不赤”。这是最早公开亮出“讨赤”旗帜的军阀。在北京，馮玉祥驅策段祺瑞:367。奉系「叛將」魏益三把郭松龄余部整编为「國民四軍」。国民一军攻占天津、直隶。直督李景林余部推入山东与张宗昌形成直鲁联军，伺机反攻冯玉祥。直鲁联军的方振武在山东肥城起义改编为国民五军。
随着郭松龄兵败，1926年1月1日，冯玉祥通电下野，转赴包头。1926年1月，退回东北的张作霖宣布东三省自治。得到英国支持的直系吴佩孚在“讨赤”的背景下联络宿敌——日本支持奉系张作霖。鲁督张宗昌也力促吴张合作反冯。1926年1月5日，张作霖致电吴佩孚表示谅解。吳佩孚於1926年春應張作霖釋嫌修好，共除馮玉祥的密約:82。1926年春初，張作霖父子乃整編殘部，率師再度入關:368。直奉再度联合，共组“讨赤联军”合围冯玉祥国民军。1926年1月20日，冯玉祥国民军對奉直联军的战鬥在山海关、山东、河南同时展开。守關原「叛將」魏益三不支，率其「國民四軍」逃往保定:368。張學良精銳乃佔領灤州，直指天津:368。張作霖檄調敗退山東之李景林和張宗昌「直魯軍」攻其南；張作霖更遺專使与吴佩孚釋嫌修好，約他自武漢北攻馮軍於信陽，並誘引阎锡山出娘子關取保定，使馮之「國民軍」四面受敵:368。
1926年2月初旬，當奉軍艦艇在大沽口外出現時，馮軍乃在大沽口海設防，並以俄製水雷封鎖大沽口，並一度與故意穿過封鎖線日艦砲戰:369。日本人首先對馮軍布雷，提出抗議:369。3月16日，英、美、法、義、荷、比、西、日八大帝國主義國家，聯合援引《辛丑和約》海口不得設防之條款，向北洋政府外交部，提出44小時限期「最後通牒」:370。段祺瑞乃勸馮部停止布雷:370。3月18日，數千北京學生和市民乃集合於天安門前開「國民大會」，聲言反抗「八國通諜」:370。要求把八國公使趕出中國，並撕毁《辛丑和約》:370。奉军在日军掩护下占领天津，引发北京三一八惨案。張吳聯合討馮，馮自知不敵，乃分飭所部自直隸與河南向北京撤退:371。北京如再不保，便北撤南口，準備走向西北:371。3月20日，馮應鮑羅廷之約自平地泉趕去庫倫:371。未幾鮑羅廷亦偕大批中國國民黨要人顧孟餘、陳友仁、譚平山、邵力子、于右任等抵庫倫:371。在諸人勸說之下，馮也就同意加入中國國民黨:371。

## 結果
4月9日，馮軍將領、北京警衛司令鹿鍾麟派兵包圍執政府、繳衛隊械，將段祺瑞趕入「東交民巷」:373。鹿鍾麟為自保乃釋放前總統曹錕，聲言願重隸麾下；並通過曹錕與吳佩孚釋嫌修好，希望圖謀共拒奉系張作霖父子，然而吳佩孚與奉系張作霖另有密約，拒不接納:373。鹿鍾麟自知難以獨力抵抗奉軍，便於4月15日全師撤出北京，退守南口:373。冯軍既然撤退，那由张宗昌、張學良、李景林所率奉軍及直魯聯軍乃長驅而入，佔领北京，段祺瑞「臨時執政」也就此結束:373。一時中樞無主，由顏惠慶等暫時「攝行大總統職」，勉強維持政府:373。
5月至6月，張作霖、吳佩孚代表再磋商，決定暫時維持顏惠慶內閣；雙方則合力解決馮之「國民軍」:373。6月26日，張作霖親自蒞臨北京會晤吳佩孚:377。三日後，張作霖離開北京，吳佩孚主動北上親自指揮南口之戰討馮:377。其後張作霖往返於天津、奉天之間:377。
在奉直兩軍東南兩方夾擊之下，冯殘部向西北转移以求自保:374。5月下旬，馮部國民軍石友三、韓復榘等部，侵入大同:374。閻錫山連電張作霖、吳佩孚告急:374。吳佩孚攻南口逾月無功，張作霖始令少帥張學良接手，以奉軍重砲轟斃國民軍萬餘人，於1926年8月14日攻克南口:377。馮軍西往绥远:377。李宗仁认为：直系討馮戰爭在華北吸收精銳部隊，湖北全境空虚，如果利用唐生智為前驅，乘機北伐，擊吳佩孚於立足未穩之時，可以一鼓而下武漢:266。
1926年4月，陕豫地方军阀刘镇华加入直奉集团，开始围困西安，长达8个月，致使数万人饿死。后被冯玉祥反攻击败。
1926年4月底奉直晋鲁各军在北京居仁堂召开军事会议，认为：“国事糜烂，民彝陵替，实由国际共产党之图赤化我中国也，以言义战，首当讨赤。”决定兵分三路攻打国民军：奉军进攻热河，吴军进攻南口，晋军进攻绥远，推吴佩孚为反赤联军总司令。奉直联盟扩展到与晋、陕、甘各地大小军阀的联盟。1926年5月10日，直、奉、晋等各方曾在北京成立了“讨赤各军联合办事处”，除奉直军阀要人出席外，阎锡山、刘镇华、孔繁锦、张兆钾等晋陕甘地方军阀均派代表参加，“共谋军事上之统一，以期彻底的讨伐赤化”。奉直联盟的势力进一步扩展，北洋体系在反赤旗帜下实现重新整合。直奉等军阀还采取政治与刑事手段打击赤化势力，在社会范围内取缔赤化宣传，制造反赤舆论。1926年4月，直奉联军打败冯玉祥国民军进入北京之后，张作霖立即以“宣传赤化”为名查封《京报》报馆，枪杀社长邵飘萍。鲁督张宗昌也以“赤化”罪名处死《社会日报》主笔林白水。《申报》报道，北京卫戍司令部奉令检查各处来往邮件，发现宣传赤化者，一律扣留。同时，对北方一些宣传马克思主义、社会主义的书籍严格控制。王怀庆就任京津卫戍总司令后，颁布治安办法，规定凡宣传赤化主张共产，不分首从，一律死刑。“枪毙邵飘萍后，北京报界之一部分，乃大起恐慌，有迅速躲避者，而北京学界之恐惧，亦达于极点。代理北京大学校长蒋梦麟及师范、中俄、法政等各大学教授、学生中之共产党员，均已避匿。北京大学已焚烧过激之书籍文书。……奉直将领商定检查国立九校赤化份子，北大教员学生请假甚多。”北京高校的许多教师包括鲁迅纷纷南下。黄郛的妻子沈亦云回忆北伐期间，北方社会大家都视“容共”为洪水猛兽，对于“赤化”、“共产党”等话题“恐惧而不敢讨论”。大批文化人的南移以及他们对北京的这种观感也表明了知识界对待直奉军阀的态度，其存在的道义基础已经开始瓦解。
1926年5月30日五卅事件周年，中共公开认为五卅后一年间全中国的反帝运动已变为全中国的反赤运动，中国革命的高潮变为反革命的高潮。

## 对北伐的影響
1926年7月1日，广州国民政府颁布动员令，7月9日「誓師北伐」:377。时任中国国民党中央代理宣传部长毛泽东曾写有《中国国民党之反奉战争宣传大纲》一文。
1926年11月下旬，孫傳芳單車北上，在天津向張作霖請罪求援:378。同時向張作霖勸進，公推張作霖出任「安國軍總司令」:378。11月30日，張作霖在天津通電就職:378。12月27日，移節北京:378。1927年4月6日，張作霖父子取得「公使團」支持，一舉包圍蘇聯駐華大使館:381。搜查之後，逮捕國共兩黨地下領袖60餘人:381。略經審判，李大钊等中國共產黨員20餘人判處「絞刑」，並公佈搜得中俄文資料編纂成《蘇聯侵華陰謀文證彙編》，贏得蘇聯以外各帝國主義駐華公使一致喝采:381。6月18日，張作霖公布《軍政府組織令》，成立「中华民国军政府」，並出任軍政府「海陆军大元帅]]」:381。原攝政內閣總理顧維鈞呈請辭職，由潘復繼組「軍政府內閣」:381。
1927年初，張作霖發重兵南下:379。東路由張宗昌指揮「直魯軍」循津浦線前進，3月間進佔南京，入駐上海:379。孫傳芳撤往江北:379。2月至3月，西路由張學良指揮奉軍主力，循京漢鐵路南下，進佔鄭州:379。吳佩孚兩面受敵，西入四川，依附楊森:379。
1926年4月中，馮玉祥與第三國際和中國國民黨洽談妥當，4月底他就接受蘇聯邀請，偕徐偕等一行到莫斯科:372。9月，馮玉祥自蘇聯返國後，整飭國民軍為「國民聯軍」，自任總司令:384。9月17日，馮五原誓師，宣言接受三民主義，效忠中國國民黨；旋即率部入陝西:384。1927年夏天，奉軍戰敗撤出河南，馮軍重入河南:384。6月10日，馮與汪精衛、唐生智等開「鄭州會議」，接防鄭州:384。6月19日，馮旋即奉蔣介石電召，東去徐州與蔣介石、李宗仁等舉行「徐州會議」:384。隴海鐵路西段重入馮軍掌握:384。1928年初，蔣總司令復職，馮擁眾40萬，「國民聯軍」受命改稱「國民革命軍第二集團軍」，遵命北上討伐奉軍:384。
1926年底，安國軍副司令閻錫山遣密使趙戴文往南昌見蔣，願意加入國民革命軍:384。1927年，張學良敗於郾城，撤出鄭州，閻錫山自稱「國民革命軍北方總司令」，遺商震北入綏遠，進據張家口:384。1月15日，傅作義東進直隸，佔領涿州:384。張學良乃回師圍傅作義於涿州；於察哈爾、綏遠之間邀擊打敗商震:384-385。奉軍尾追入晉:385。傅作義堅守涿州不降:385。張學良調集重砲，誓拔涿州；奉軍積憤動用毒氣瓦斯砲彈，亦不奏效:385。至1928年1月6日，傅作義彈盡援絕，接受奉軍和平條件:385。不久，閻錫山受命為「國民革命軍第三集團軍總司令」:385。
1928年5月，張作霖、張學良父子決定全師出關:386。6月4日清晨5時30分，日本「關東駐屯軍」在皇姑屯炸死張作霖:387。